# Дик, Наталья Николаевна
Дик Наталья Николаевна (26 июля 1961, Чесноковка, с 1962 года — Новоалтайск) — российская художница, педагог, член Санкт-Петербургского Союза художников.

## Творческая биография
С 1976 по 1980 год обучалась в Новоалтайском художественном училище. После его окончания преподавала изобразительное искусство в Детской художественной школе села Ключи Алтайского края.
С 1983 по 1989 год обучалась в Ленинградском институте живописи, скульптуры и архитектуры имени И. Е. Репина, в мастерской станковой живописи профессора Б. С. Угарова, преподаватели живописи — Б. С. Угаров, В. И. Рейхет. В годы обучения получала именную стипендию имени И. Е. Репина, так называемую Репинскую стипендию.
В 1989 году на выставке лучших работ выпускников ВУЗов Академии художеств СССР дипломная картина Наталии Дик «На Онеге» была отмечена Серебряной медалью.
С 1989 по 1992 год работала в творческой мастерской живописи Академии художеств под руководством Б. С. Угарова.
С 2002 года состоит в Санкт-Петербургском Союзе художников.
В 2009 году на Интернациональном художественном фестивале в Нордвейке (Нидерланды) Наталья Дик стала победителем в номинации «Rembrandt Painting Award».
Живёт и работает в Санкт-Петербурге и Амстердаме.

## Выставки
- 1988 год — «Soviet Art from the Academy», New York Academy of Art, Нью-Йорк (США)[4]
- 1989 год — Лондон (Великобритания)
- 1990 год — Милан (Италия)
- 1994 год — Лондон (Великобритания)
- 1995 год — «Die Bilderwelt der Natalia Dik», Lütt Galerie, Фардорф (Германия)[5]
- 1996 год — Брентвуд (Великобритания)
- 1997 год — Galerie «Das Fenster», Киль (Германия)
- 1998 год — Москва (Россия)
- 1999 год — Санкт-Петербург (Россия)
- 2001 год — Санкт-Петербург (Россия)
- 2002 год — Хельсинки (Финляндия)
- 2006 год — s’Graveland (Нидерланды)
- 2007 год — Galerie Goda, Амстердам (Нидерланды)
- 2007 год — Bolsjoi Oktober Festival, Амстердам (Нидерланды)
- 2007 год — Galerie Amstelart, Брюссель (Бельгия)
- 2007 год — Хемстеде (Нидерланды)
- 2008 год — Совместная выставка Натальи Дик и Евгения Шараборина, Galleri Sjöhästen, Лидингё (Швеция)[6]
- 2008 год — Liaohe Art Museum (Китай)
- 2009 год — персональная выставка, Берген (Нидерланды)
- 2010 год — «De Egmondse Nieuwen 2010», Museum Kranenburgh, Берген (Нидерланды)[7]
- 2010 год — «De Oude Kerk geschilderd» ", Katwijks Museum, Катвейк (Нидерланды)[8][9]
- 2010 год — Совместная выставка Натальи Дик и Евгения Шараборина, Фонд «Kunst en Cultuur Aalsmeer», Алсмер (Нидерланды)[10]
- 2011 год — «Kunst 10 daagse Bergen», Берген ан Зее (Нидерланды)[11]
- 2011 год — «Ver weg, en toch so dichtbij», Gallery PR² Art Podium, Амстердам (Нидерланды)[12]
- 2012 год — «Санкт-Петербургскому Союзу художников 80 лет», Санкт-Петербург (Россия)
- 2019 год — «Lang Leve Rembrandt», Rijksmuseum, Амстердам (Нидерланды)[9]

## Фестивали
- 2007 год — Первый приз на фестивале «Plein Air» в Бларикюме (Нидерланды)
- 2008 год — Второй приз на фестивале «Plein Air» в Бларикюме (Нидерланды)
- 2009 год — Интернациональная художественная неделя «In het licht van Walcheren» в Домбурге[англ.] (Нидерланды)
- 2009 год — Интернациональный художественный фестиваль в Нордвейке (Нидерланды)
- 2010 год — Интернациональная художественная неделя в Эгмонде на Хёфе (Нидерланды)
- 2010 год — Арт-фестиваль «Kunst-10-Daagse» в Бергене ан Зее (Нидерланды)
- 2011 год — «Artists in residence» в «Hotel Spaander» в Волендаме (Нидерланды)
- 2011 год — Первый интернациональный художественный фестиваль в Хертогенбосе (Нидерланды)
- 2011 год — Интернациональный художественный фестиваль в Нордвейке (Нидерланды)
- 2011 год — Арт-фестиваль «Kunst-10-Daagse» в Бергене ан Зее (Нидерланды)
- 2012 год — Арт-фестиваль «7 MALEN AM MEER», 8. Kaiserbäder-Pleinair, остров Узедом (Германия)[13]

## Работы Натальи Дик находятся в собраниях
- Музей Академии художеств (Санкт-Петербург)
- Museum van Bommel van Dam (Венло, Нидерланды)
- Katwijks Museum (Катвейк, Нидерланды)